# Zygothrica aldrichii
Zygothrica aldrichii är en tvåvingeart som beskrevs av Sturtevant 1920. Zygothrica aldrichii ingår i släktet Zygothrica och familjen daggflugor. Inga underarter finns listade i Catalogue of Life.